# Stowarzyszenie Miłośników Ziemi Tarnogórskiej
Stowarzyszenie Miłośników Ziemi Tarnogórskiej (SMZT) – założona w 1953 w Tarnowskich Górach organizacja zrzeszająca pasjonatów historii ziemi tarnogórskiej. Za cel stawia sobie inicjowanie, wspieranie i podejmowanie działań w zakresie edukacji, kultury duchowej i materialnej społeczeństwa oraz rozwoju ziemi tarnogórskiej.
Jest zarządcą obiektów turystycznych – Zabytkowej Kopalni Srebra i Sztolni Czarnego Pstrąga – oraz hostelu „Młotek i Perlik” znajdującego się w budynku Stowarzyszenia – tzw. Domu Gwarka – w centrum miasta.

## Kalendarium[3]

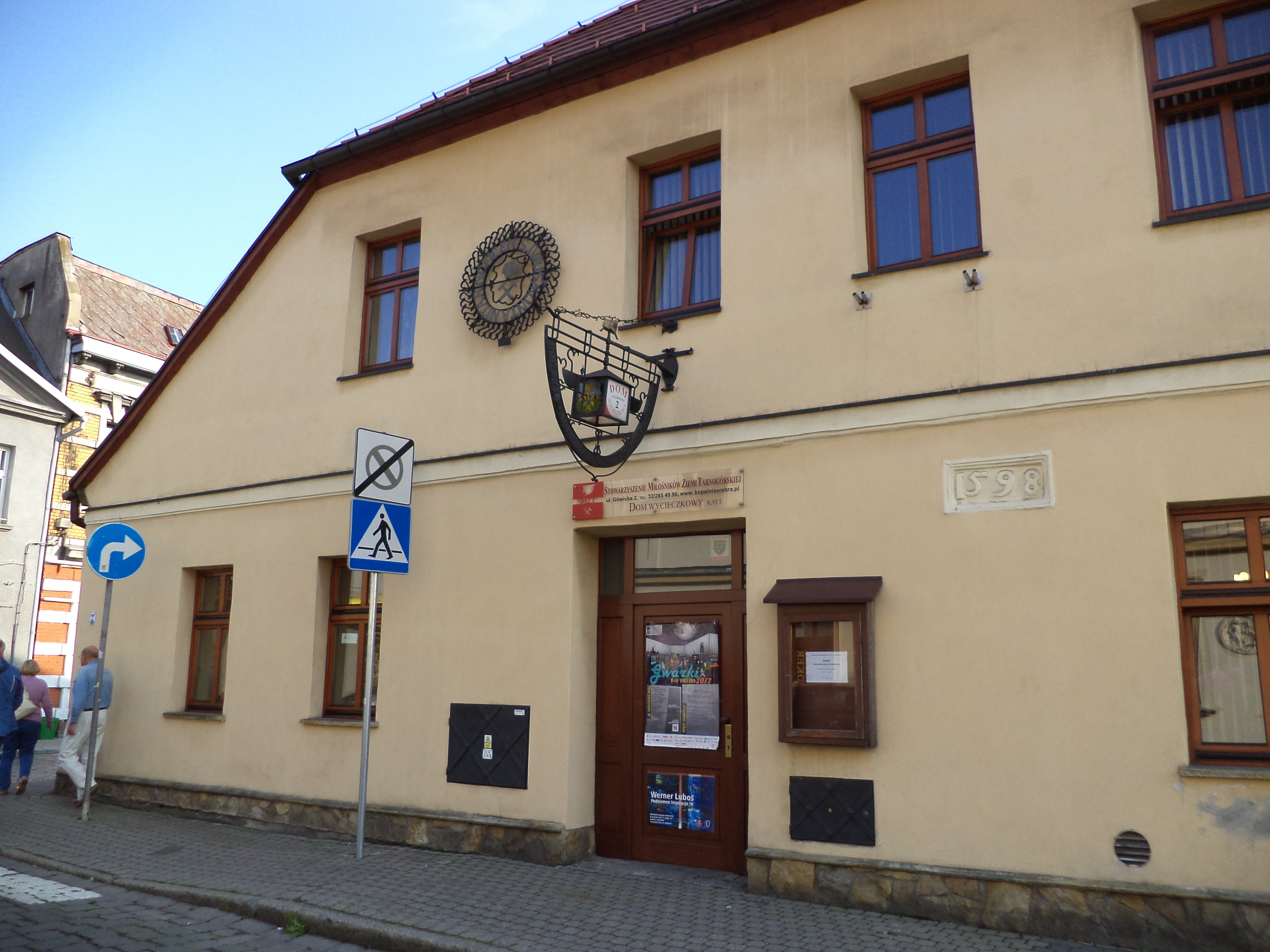
Siedziba Stowarzyszenia

- 19 marca 1953 – powołanie Komitetu dla Spraw Historii i Zabytków Ziemi Tarnogórskiej. Jego pierwszym przewodniczącym Zarządu był sztygar Alfons Kopia,
- 8 lutego 1955 – prezydium Wojewódzkiej Rady Narodowej w Stalinogrodzie (ob. Katowice) podejmuje uchwałę w sprawie utworzenia Kopalni Zabytkowej i Muzeum Górniczo-Geologicznego w Tarnowskich Górach,
- luty 1955 – przeniesienie z terenu wydobywczego w Bobrownikach Śląskich zabytkowej Dzwonnicy i ustawienie jej przy placu Gwarków,
- 1 maja 1957 – założenie przez Stowarzyszenie tygodnika „Gwarek”,
- wrzesień 1957 – organizacja przez Stowarzyszenie pierwszych Dni Tarnogórskich Gwarków oraz udostępnienie dla zwiedzających Sztolni Czarnego Pstrąga na terenie zabytkowego parku w Reptach,
- 6 września 1958 – otwarcie muzeum w zabytkowym Domu Sedlaczka oraz odsłonięcie na fasadzie tarnogórskiego ratusza rzeźby gwarka autorstwa Edmunda Halka
- 5 kwietnia 1959 – zmiana nazwy na Stowarzyszenie Miłośników Ziemi Tarnogórskiej,
- wrzesień 1970 – opracowanie projektu budowy Skansenu Maszyn Parowych przy Zabytkowej Kopalni,
- 3 września 1976 – udostępnienie do zwiedzania Zabytkowej Kopalni Rud Srebronośnych (po 20 latach budowy),
- 1997 – Stowarzyszenie zostaje laureatem Nagrody im. Wojciecha Korfantego[4],
- 23 maja 2000 – wizyta w Sztolni prezydenta Aleksandra Kwaśniewskiego,
- 2002 oraz 2003 – przejęcie na własność gruntów i zabudowań Zabytkowej Kopalni i Sztolni Czarnego Pstrąga,
- 9 lipca 2017 – wpisanie tarnogórskich zabytków pogórniczych administrowanych przez SMZT na Listę światowego dziedzictwa UNESCO (pod nazwą Kopalnia rud ołowiu, srebra i cynku wraz z systemem gospodarowania wodami podziemnymi w Tarnowskich Górach),
- 26 maja 2021 – imię Stowarzyszenia Miłośników Ziemi Tarnogórskiej otrzymuje nowo wybudowane rondo u zbiegu ulic Opolskiej i Powstańców Śląskich w centrum Tarnowskich Gór[5].

## Sekcje Stowarzyszenia
W ramach Stowarzyszenia Miłośników Ziemi Tarnogórskiej działa 13 sekcji:
| - sekcja historyczna, - sekcja ochrony środowiska, - sekcja ds współpracy ze szkołami, - sekcja ds. organizacji imprez i prezentacji multimedialnych, - sekcja ds. wydawnictw, - sekcja ds. pozyskiwania funduszy pomocowych, - sekcja ds. Podziemnych Tras Turystycznych Polski, | - sekcja ds. współpracy z mediami, - sekcja artystyczna, - sekcja ochrony zabytków, - sekcja ds. skansenu maszyn parowych, - sekcja penetracji podziemi, - sekcja ds. turystyki i przewodnictwa. |

## Przewodniczący Zarządu

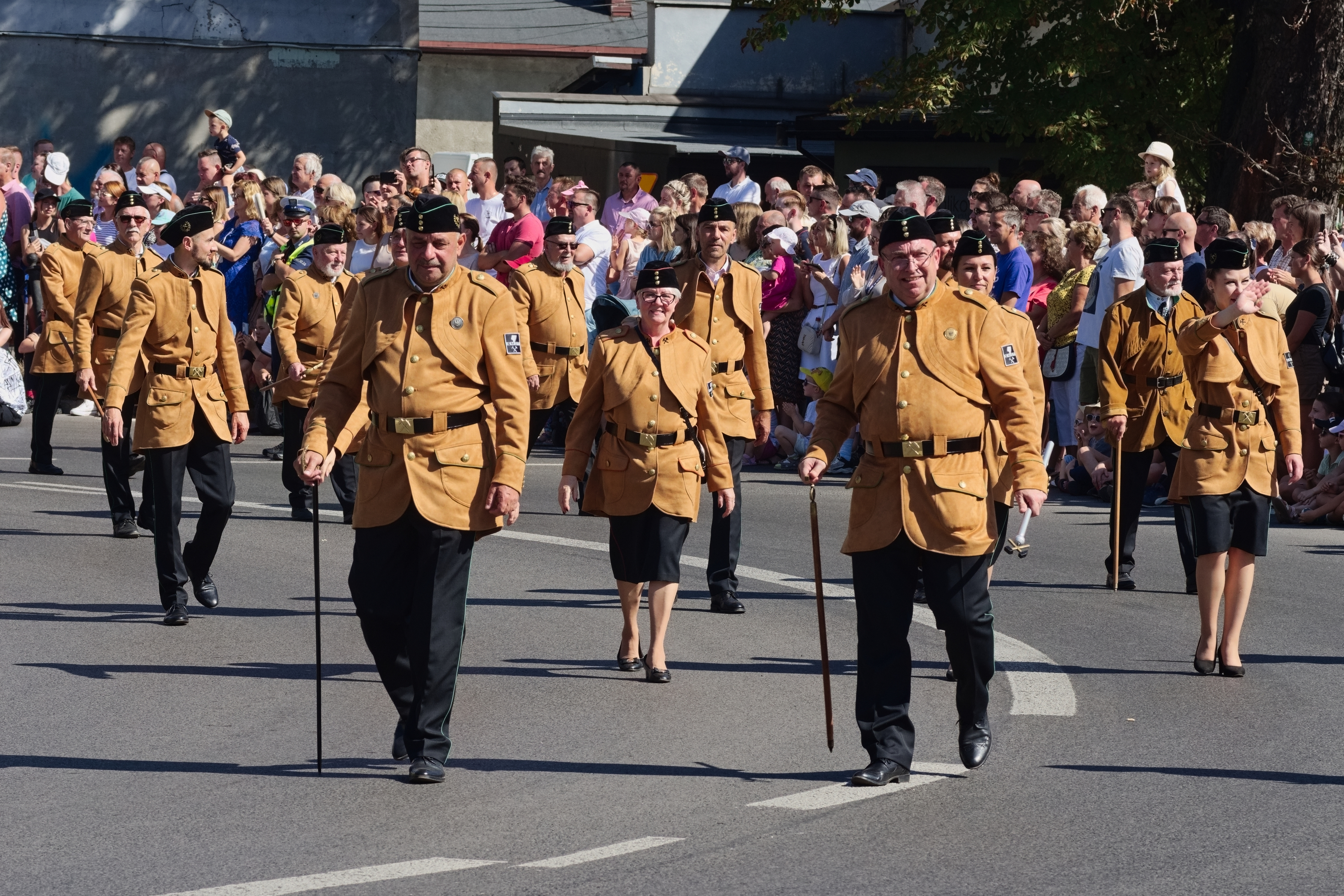
Członkowie SMZT maszerujący w Pochodzie Gwarkowskim (2023)

Od chwili założenia Stowarzyszenia w 1953 roku aż do chwili obecnej, pracami Zarządu SMZT kierowało siedmiu przewodniczących:
- 1953–1955 – Alfons Kopia
- 1955–1982 – Norbert Kot
- 1982–1986 – Paweł Spałek
- 1986–1993 – Norbert Kot
- 1993–1994 – Stanisław Wyciszczak
- 1994–1998 – Alfred Bluszcz
- 1998–2018 – Marek Kandzia
- od 2018[8] – Zbigniew Pawlak

## Wydawnictwa SMZT
Stowarzyszenie wydało jak dotąd szereg publikacji dotyczących ziemi tarnogórskiej oraz samego miasta Tarnowskie Góry. Są to m.in.:
- Krzykowska Zofia, Zobaczyć niewidzialne. Zabytki sztuki sakralnej w powiecie tarnogórskim, Tarnowskie Góry, 2014, ISBN 978-83-936411-0-9.
- Wyżgoł Edward, Tarnogórski „Sedlaczek” w dziejach miasta i na szlaku węgierskiego tokaju, Tarnowskie Góry – Nakło Śląskie, 2014, ISBN 978-83-937218-2-5.
- Żeglicki Jacek, O budowie geologicznej, rudach i minerałach rejonu Tarnowskich Gór, Tarnowskie Góry, 1996, ISBN 83-904063-1-4.
- Wyciszczak Stanisław, Przewodnik tarnogórski wyd. III, Tarnowskie Góry, 2012, ISBN 978-83-924146-6-7.
- Sopucha Anna, Filak Mieczysław, Małe jest piękne. Tarnogórskie detale architektoniczne, Tarnowskie Góry, 2012, ISBN 978-83-924146-8-1.

Ponadto co roku wydawane są zapisy referatów wygłaszanych podczas Gwarków Tarnogórskich.